# International Fund for Animal Welfare

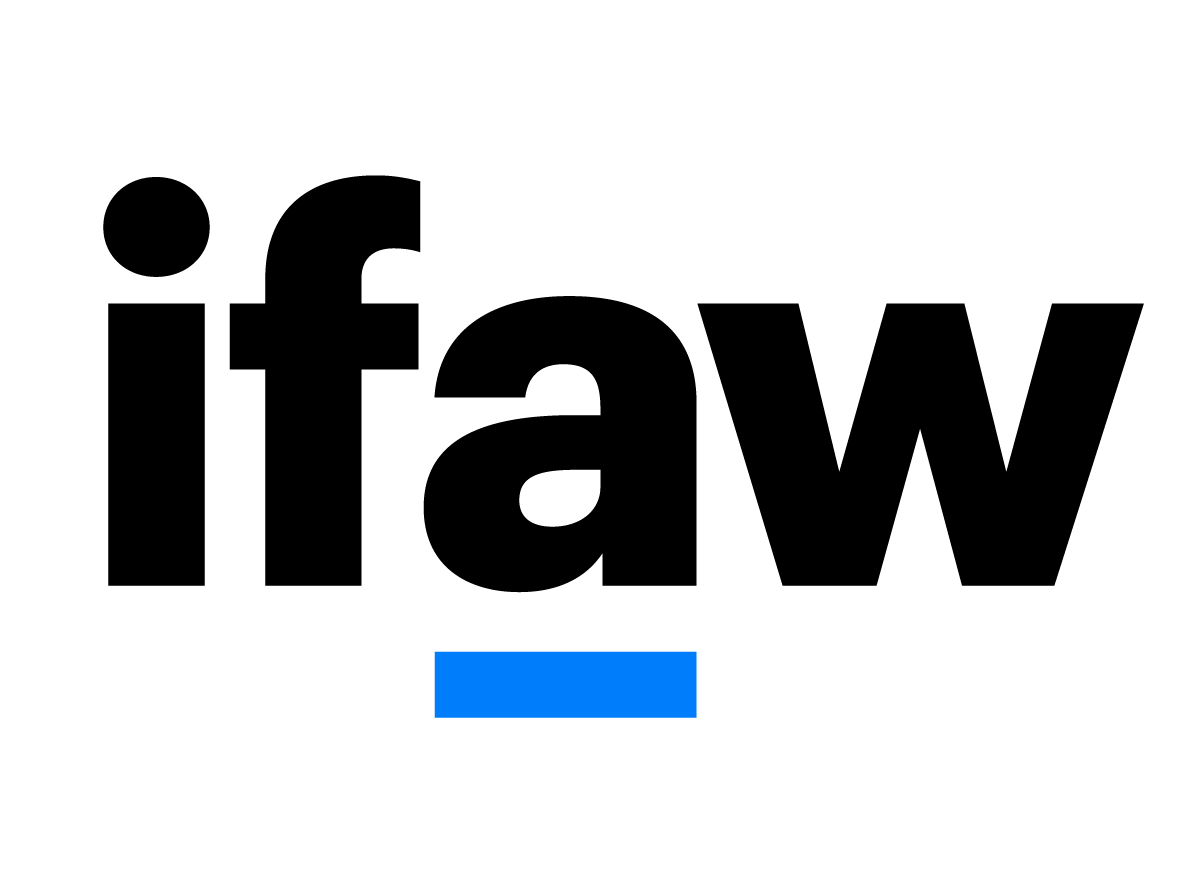

Der International Fund for Animal Welfare, IFAW (dt. Internationaler Tierschutzfonds), ist eine weltweit tätige Tier- und Artenschutzorganisation.

## Geschichte
1969 gründete eine Gruppe Aktivisten um Bryan Davis in Kanada den IFAW mit dem Ziel, die kommerzielle Jagd auf Sattelrobben in Kanada zu beenden. In den 1980er-Jahren wurde ein EU-Einfuhrverbot für die weißen Felle erreicht. Da die kommerzielle Robbenjagd jedoch weiterging, hat sich der IFAW bei der EU für ein Handelsverbot eingesetzt, das 2009 in Kraft trat.
Mittlerweile hat die Organisation weltweit mehr als 200 Mitarbeiter, darunter seit 1986 mit einem Büro in Hamburg auch in Deutschland. Weiterhin ist sie u. a. in den USA, Kanada, Australien, Indien, China, Afrika, Niederlande, Belgien, Frankreich, Japan und dem Vereinigten Königreich vertreten.

## Organisationsstruktur
Das IFAW-Team besteht aus Helfern, Pädagogen, Juristen und Kommunikationsexperten sowie Wissenschaftlern. Die Organisation hat weltweit etwa 1,2 Millionen Förderer, welche die Arbeit des IFAW unterstützen. Der internationale Hauptsitz der Organisation ist in Den Haag in den Niederlanden. Präsident des IFAW ist derzeit Azzedine Downes.

## Aktivitäten
Der IFAW arbeitet an Themen wie Wale und Walfang, Elefanten und Elfenbein, Handel mit Wildtieren, Hunden und Katzen sowie Rettung der Sattelrobben. Kampagnen sollen die Situation dieser Tiergruppen verbessern und die Öffentlichkeit auf die Probleme eines entsprechenden Tierschutzes aufmerksam machen. Die politische Arbeit ist für den IFAW dabei ein wichtiges Instrument, um die angestrebten Ziele zu erreichen.
Der IFAW konzentriert sich bei seiner Arbeit auf folgende Gebiete:
1. Wildtierrettung
2. Meeresschutz
3. Einbindung der Bevölkerung
4. Schutz von Lebensräumen
5. Katastrophenhilfe
6. Wildtierkriminalität
7. Politik

Die Zerstörung natürlicher Lebensräume ist eine Bedrohung für Mensch und Tier. Daher unterstützt der IFAW entsprechende Behörden und Nationalparks vor Ort, die sich für den Schutz der Tiere und der Umwelt einsetzen, z. B. bei der Ausbildung von Rangerteams. Der IFAW setzt bei seiner Arbeit vor allem auf Lösungen, die den Konflikt zwischen Mensch und Tier entschärfen. Es ist das Ziel, den örtlichen Gemeinden bei ihrer alltäglichen Begegnung mit Wildtieren konkret zu helfen. Des Weiteren unterhält der IFAW Schutzstationen, in denen Tiere in Not rehabilitiert werden.
Soforthilfe für Tiere in Not wird durch das Team zur Tierrettung gewährleistet. Es hilft verletzten oder verwaisten Tieren. Das Team kümmert sich auch um die Versorgung und die anschließende Rehabilitation der betroffenen Tiere wie beispielsweise ölverschmierter Seevögel, gestrandeter Wale und Delfine oder auch um Haus- und Nutztiere nach Naturkatastrophen.

### Partnerschaften
In Bosnien hilft der IFAW gemeinsam mit dem Entwicklungsprogramm der Vereinten Nationen UNDP mehreren Gemeinden nachhaltige Konzepte zur Lösung ihrer Probleme mit Straßenhunden zu entwickeln.
Außerdem arbeitet der IFAW seit mehr als zehn Jahren mit INTERPOL zusammen, um den illegalen Wildtierhandel zu stoppen. Zudem kooperiert der IFAW mit der von Hillary Clinton gegründeten Clinton Global Initiative, um gegen den illegalen Handel mit Elfenbein vorzugehen.
Der IFAW setzt sich auf internationalen Konferenzen wie beispielsweise den Vertragsstaatenkonferenzen des Washingtoner Artenschutzübereinkommens CITES, der Internationalen Walfangkommission IWC, der Bonner Konvention CMS und der Vollversammlung des UN-Umweltprogramms UNEP für den Tier- und Artenschutz ein.

### Animal Action Week
Die Animal Action Week ist ein vom IFAW eingeführtes und von der UNESCO ausgezeichnetes Projekt, mit dessen Hilfe Kinder und Jugendliche über tierschutzrelevante Themen informiert werden. Jedes Jahr zum Welttierschutztag am 4. Oktober starten die Aktivitäten mit einem anderen Themenschwerpunkt. In Zusammenarbeit mit Schulen werden junge Menschen über die Probleme des Natur- und Tierschutzes aufgeklärt, die vor allem durch den Menschen verursacht werden.

## Erfolge
Der IFAW begann seine Tätigkeit in den 1970er-Jahren als Kampagne gegen die kommerzielle Robbenjagd an der Ostküste von Kanada. Durch Proteste des IFAW und anderer Organisationen wie z. B. Sea Shepherd und Greenpeace ist diese Jagd heute verboten. Die Jagd auf Robben im Alter zwischen zwölf Tagen und drei bis vier Wochen ist jedoch nach wie vor erlaubt. Allerdings gibt es seit 2009 ein Einfuhrverbot für Robbenprodukte für die EU. Die Hoffnung ist, dass damit der kommerziellen Robbenjagd die ökonomische Grundlage genommen ist und sie von Kanada eingestellt wird.
Dank mehrerer Rechtsgutachten, die der IFAW seit 2005 initiiert hat, und aufgrund der nachhaltigen Überzeugungsarbeit des IFAW entschloss sich die australische Regierung, gerichtlich gegen den Walfang in Japan vorzugehen, und reichte Klage beim Internationalen Gerichtshof ein. Dieser entschied daraufhin im März 2014, dass der japanische Walfang in der Antarktis nach internationalem Recht illegal ist und Japan künftig keine Wale mehr in der Antarktis jagen darf.

## Kritik
Charitywatch kritisiert, dass Projekt- und Verwaltungskosten nicht deutlich getrennt würden. Der NDR berichtet, dass unangemessene Provisionen an Dritte gezahlt würden.